# Stash
Stash je drugi EP američke hip hop grupe Cypress Hill, izdan je 2. srpnja 2002. godine. Na EP-u se nalaze remixi njihovih ranije objavljenih pjesama.

## Popis pjesama
1. Amplified - (Fredwreck remix) - 3:44
2. Illusions - (Harpsichord mix) - 3:32
3. Checkmate - (Hang 'Em High remix) - feat. Tom Morello - 4:03
4. Latin Lingo - (Blackout mix) - 3:49
5. (Rap) Superstar - (Alchemist remix) - 4:51
6. Throw Your Set In The Air - (Slow Roll remix) - 3:23

## Izvođači
- B-Real – pjevač
- Sen Dog – pjevač
- DJ Muggs – produkcija, miksanje

## Zanimljivosti
Hrvatski hip-hop glazbenik Stoka, je koristio beat pjesme "Illusions" za svoju pjesmu "Spremni za rat".

## Vanjske poveznice
- allmusic.com - Stash